# Mancagar (Lebakwangi)
Mancagar is een bestuurslaag in het regentschap Kuningan van de provincie West-Java, Indonesië. Mancagar telt 1245 inwoners (volkstelling 2010).